# Ossip Hannibal
 Ossip Hannibal (en langue russe : Осип Абрамович Ганнибал, Ossip Abramovitch Hannibal) (20 janvier 1744 (31 janvier dans le calendrier grégorien) - 12 octobre 1806 (24 octobre dans le calendrier grégorien)), né à Tallin et décédé à Mikhaïlovskoïe , est un militaire russe, fils d'Abraham Hannibal et grand-père d'Alexandre Pouchkine, créateur du domaine de la famille Pouchkine de Mikhaïlovskoïe. C'est dans ce domaine que le poète Alexandre Pouchkine passa une partie de sa vie, avec ses amis des familles du domaine voisin de Trigorskoïe, parmi lesquels : Praskovia Wulf-Ossipov et ses enfants. 

## Famille
Ossip Abramovitch est le troisième des quatre fils d'Abraham Hannibal qui vécurent jusqu'à l'âge adulte. Son père était un homme de la région actuelle du Eritrea-Ethiopia, fils supposé d'un prince, qui arriva dans sa jeunesse en Russie, adopta la religion orthodoxe et fit carrière dans les armes. La mère d'Ossip Abramovitch, Christina-Régina von Sjöberg (1717—1781), appartenait à une lignée de barons baltes.
Son frère aîné, Ivan Hannibal (1735-1801), est le premier gouverneur de la ville de Kherson, dont la fondation a été voulue par l’impératrice Catherine II, et en dirige la construction.

## Biographie
Dans sa jeunesse, Ossip sert dans l'artillerie navale. Dès 1762, il est promu lieutenant et devient major en 1770. En 1772 il prend sa retraite avec le grade de capitaine de deuxième rang. Plus tard, il devient assesseur au tribunal de Pskov, conseiller du gouvernement provincial de Saint-Pétersbourg. 
En 1773, Hanibal épouse Maria Alekseïevna Pouchkine. À cette époque, en raison de sa prodigalité il a contracté beaucoup de dettes, raison pour laquelle les époux doivent vendre la propriété de Iaroslavl qui était la dot de la fiancée. En 1775, ils ont une fille Nadejda. Mais bientôt Ossip Abramovitch abandonne son épouse et s'installe séparément à Mikhaïlovskoïe. Là, il se remarie à Oustina Ermolaïevna Tolstoï, à qui il prétend que sa première épouse est morte. Ce second mariage ne fut pas plus heureux que le premier et, dès 1784, Ossip Abramovitch fait l'objet de poursuites judiciaires à l'instigation de ses deux épouses ; la première l'accusant de bigamie et la seconde d'avoir dilapidé, par escroquerie, la somme de 27 mille roubles. En 1784, Ossip est condamné à un séjour de sept ans de repentir dans un monastère. Mais grâce à la demande introduite par son frère Ivan Hannibal, sa condamnation est remplacée par une peine de service obligatoire dans la marine de la mer Noire. À sa retraite, Ossip Abramovitch s'installe à Mikhaïlovskoïe, qu'il a réussi à obtenir parmi l'ensemble des biens de l'héritage de son père en 1782. Il y vit jusqu'à la mort. Il s'y fait aménager un manoir et un parc.

## Suites
Ossip Abramovitch n'eut qu'une fille : Nadejda Pouchkina (1775-1836). Par décision de justice la quatrième partie de la propriété de son père à Korbino (Gouvernement de Saint-Pétersbourg) lui est attribuée, pour ce qui est du contenu. Du vivant de son père, en 1796, Nadejda Ossipovna épouse Sergueï Lvovitch Pouchkine dont elle est cousine au troisième degré. Cette union voit naître huit enfants, dont trois seulement survivent : Olga Pouchkine, Lev Pouchkine et Alexandre Sergueïevitch Pouchkine